# V.D. -バニッシュメント・デイ-
『V.D. -バニッシュメント・デイ-』は、GCRAFTとFuzzが製作・開発し、DMM.comとGCRAFTが運営、配信していたブラウザゲーム。2014年12月16日にサービス開始。略称は『V.D.』。表記揺れとして『バニッシュメントデイ』などがある。
本作はフロントミッションシリーズで知られるプロデューサーの土田俊郎と音楽家の下村陽子が19年ぶりに手を組んだ作品として知られている。
Android/iOS版は2017年1月20日にサービス終了したほか、ブラウザ版も2017年6月23日にサービスを終了した。

## 概要
日本が連鎖地震に襲われた直後、自動兵器「オートマトン」を使って各地を占拠し、またたく間に日本を制圧した謎の企業「レイマン・インダストリー」に対抗する武装組織「C.M.S.」の現場指揮官として、「特隊生」(特殊な戦闘能力を持つ若者たち)を指揮し、日本列島の解放に向けて各地を転戦していく。

## ゲーム内容
プレイヤー（ゲーム内では「先生」という指揮官）は特隊生を集め、クエストに応じた特隊生の編成と育成、戦闘における戦術指揮を行っていく。スカウトは敵部隊のキャラが来ることもある。

## 登場人物
ここでは公式ページで最初に紹介されているキャラクターについて紹介する。
高槻 遥
声 - M・A・O
山鹿 陽菜
声 - 金元寿子
泉 美咲
声 - 金元寿子
三鷹 由香里
声 - 古川小百合
名取 千春
声 - 山本希望
能代 菜月
声 - 小林ゆう
大井 こころ
声 - 大西沙織
名取穂香
声 - 巽悠衣子
春日 恭子
声 - 藤屋裕子
南陽 りこ
声 - 内田真礼
昭島 千尋
声 - 南條愛乃
室戸 彩花
声 - 矢作紗友里
荒川 駿
声 - 福間竣兵
主人公
名前のみ変更可能。
レイマン・インダストリー
敵組織。

## 開発
架空の世界を舞台としたゲームを作ってきた土田は、ゲームの中の出来事をユーザーが理解しやすいことと、ご当地ネタを織り込みやすいことから、いつか日本を舞台とした作品を作りたいと考え、長期にわたって構想を練り続けてきた。そして、フリーになった際にDMM.comにその企画を提出したところ気に入られ、プロジェクトとして立ち上げた。
初期構想の段階ではプラットフォームや具体的なジャンルまでは定まっていなかったものの、超能力を持つ子どもの存在といった大まかな世界観やイベントのアイデアは存在しており、そこから役割の構想も練られ、最終的にはシミュレーションRPGがふさわしいという考えに落ち着いた。
ブラウザゲームである本作のメインストーリーは、時間をかけて少しずつ配信される方式がとられており、物語のエンディングも存在する。
また、エンディングを迎えた後も、旅先で出会ったキャラクターたちとのふれあいを楽しめるようになっている。
このことについて土田はファミ通とのインタビューの中で、「一時期ソーシャルゲーム業界に身を置いていたが、無限に運営を続けるイメージができなかった。日本の解放を目指して戦う少年少女の物語である本作は、日本が解放された時点でゲームが終わらないと不自然であり、ちゃんとした目標を立てた方がユーザーのモチベーションを刺激できると思う。ただ、配信してすぐに遊べなくなるのは困るのため、そのあたりはDMMのプロデューサーやスタッフとすり合わせたうえで、長く遊べるものを目指した」と述べている。

### 音楽
DMMのプロデューサーの要望により、土田俊郎の旧知である音楽家の下村陽子が参加した。
下村は自分が遊んで気持ちの良い曲にしたいと思うと同時に、土田がかかわる以上少し硬派なオーケストラにしたいとも考えており、打ち合わせの段階では漠然としたイメージが出来上がっていた。
制作中、下村はブラウザゲームに対して「気軽にプレイできる」という印象を抱いていたため、沈むような重い楽曲はよくないのではと悩んだこともあったが、ブラウザゲームは携帯ゲームよりも腰を据えて遊ぶものでもあることに気づき、結果的に下村の予想以上に重厚な曲が出来上がった。また、作曲にあたり、下村は疾走感を保つことを心掛けた。
デモの完成までには時間を要したものの、アイデアが煮詰まることはほとんどなかった。また、最初は指示書の中の固有名詞の理解に少し苦労したものの、意味を理解すると愛でが次々と浮かび上がり、ホーム画面や準備画面などは下村が提案した曲がそのまま使われている。
下村に対して大きな信頼を寄せていた土田も彼女の自由な発想に任せた方がうまくいくと確信していたため、曲を発注する際も2行程度の設定と大まかな指示を出す程度だった。